# Cyrtopogon banksi
Cyrtopogon banksi là một loài ruồi trong họ Asilidae. Cyrtopogon banksi được Wilcox & Martin miêu tả năm 1936. Loài này phân bố ở vùng Tân Bắc giới.